# K League 2 2019
K League 2 (en hangul, K리그2) es la segunda categoría del sistema de ligas de fútbol de Corea del Sur, adscrita a la Confederación Asiática de Fútbol. Es la división inmediatamente inferior a la K League Classic. Se disputa desde 2013 y en ella participan once equipos.

## Equipos participantes
| Equipo            | Ciudad             | Estadio                        | Capacidad |
| ----------------- | ------------------ | ------------------------------ | --------- |
| Ansan Greeners FC | Ansan (Gyeonggi)   | Estadio Ansan Wa~              | 35 000    |
| FC Anyang         | Anyang (Gyeonggi)  | Estadio de Anyang              | 18 216    |
| Asan Mugunghwa    | Asan (Chungcheong) | Yi Sun-sin Stadium             | 19 283    |
| Bucheon FC 1995   | Bucheon (Gyeonggi) | Estadio de Bucheon             | 34 545    |
| Busan IPark       | Busan              | Asiad de Busan                 | 53 864    |
| Daejeon Citizen   | Daejeon            | Estadio de Daejeon             | 40 000    |
| Gwangju FC        | Gwangju            | Estadio Mundialista de Gwangju | 44 118    |
| Jeonnam Dragons   | Gwangyang          | Estadio de Fútbol de Gwangyang | 20 000    |
| Seoul E-Land      | Seúl               | Estadio Olímpico de Seúl       | 70 000    |
| Suwon FC          | Suwon (Gyeonggi)   | Complejo Deportivo de Suwon    | 11 808    |

## Tabla de posiciones
| Pos. | Equipo            | Pts. | PJ | G  | E  | P  | GF | GC | Dif. | Ascenso o descenso               |
| ---- | ----------------- | ---- | -- | -- | -- | -- | -- | -- | ---- | -------------------------------- |
| 1    | Gwangju FC        | 58   | 28 | 16 | 10 | 2  | 42 | 21 | +21  | Ascendido K League 1 2020        |
| 2    | Busan IPark       | 50   | 28 | 13 | 11 | 4  | 55 | 36 | +19  | Promoción K League 1/ K League 2 |
| 3    | FC Anyang         | 44   | 28 | 12 | 8  | 8  | 47 | 34 | +13  | Promoción K League 1/ K League 2 |
| 4    | Ansan Greeners FC | 43   | 28 | 12 | 7  | 9  | 36 | 31 | +5   | Promoción K League 1/ K League 2 |
| 5    | Asan Mugunghwa    | 39   | 28 | 11 | 6  | 11 | 35 | 41 | −6   |                                  |
| 6    | Suwon FC          | 37   | 28 | 10 | 7  | 11 | 39 | 39 | 0    |                                  |
| 7    | Bucheon FC 1995   | 33   | 28 | 8  | 9  | 11 | 35 | 41 | −6   |                                  |
| 8    | Jeonnam Dragons   | 32   | 28 | 8  | 8  | 12 | 32 | 40 | −8   |                                  |
| 9    | Seoul E-Land      | 22   | 28 | 5  | 7  | 16 | 31 | 49 | −18  |                                  |
| 10   | Daejeon Citizen   | 22   | 28 | 5  | 7  | 16 | 18 | 38 | −20  |                                  |

 Fuente: 
Criterios de clasificación: 1) puntos; 2) diferencia de goles; 3) número de goles marcados; 4) resultados entre los equipos en cuestión.
- Datos: Q59613576